# Surčin
Surčin (Servisch: Сурчин) is een gemeente binnen het Servische hoofdstedelijke district Belgrado.
Surčin telt 38.695 inwoners (2002) op een oppervlakte van 285 km².
In Surčin bevindt zich de voornaamste internationale luchthaven van Servië, Nikola Tesla Airport.
Tot 1920 was dit gebied onderdeel van het Hongaarse deel van de dubbelmonarchie Oostenrijk-Hongarije en wel van het comitaat Syrmië.
Barajevo · Čukarica · Grocka · Lazarevac · Mladenovac · Novi Beograd · Obrenovac · Palilula · Rakovica · Savski Venac · Sopot · Stari Grad · Surčin · Voždovac · Vračar · Zemun · Zvezdara